# Under the Cherry Moon – Unter dem Kirschmond
Under the Cherry Moon – Unter dem Kirschmond ist ein 1986 veröffentlichter Schwarzweißfilm von und mit Prince, der in Nizza gedreht wurde.

## Handlung
Der Hotelpianist Christopher Tracy und sein Freund Tricky betätigen sich als Gigolos und Heiratsschwindler. Als sich Christopher an die Millionärstochter Mary Sharon heranmacht, verliebt er sich in sie. Die Ereignisse überschlagen sich, als sich auch Tricky in Mary verliebt und Marys Vater die Verbindung durch Schläger verhindern lassen will.

## Kritiken
„Geschmäcklerisch fotografiertes, einfallslos inszeniertes Melodram im Stil eines ausufernden Videoclips, das dem Pop-Star Prince in der Personalunion Regisseur/Hauptdarsteller/Komponist lediglich als Plattform für eine eitle Selbstbespiegelung dient.“

„Der Film konnte mit seiner flachen Story erfolgsmäßig nicht in die Fußstapfen von »Purple Rain« treten...“

„Daneben bleibt noch Zeit für sein Film-Regiedebüt "Under the Cherry Moon", eine hübsche Hommage an die Schwarz-Weiß-Komödien der dreißiger und vierziger Jahre, die zu Unrecht bei Publikum und Kritik durchgefallen ist.“

## Hintergrund
Mary Lambert führte eigentlich die Regie, wurde jedoch nach rund einer Woche durch Prince ersetzt, der mit ihrer Arbeit unzufrieden war.

## Auszeichnungen
- 1987: Goldene Himbeere – Schlechtester Film
- 1987: Goldene Himbeere – Schlechtester Filmsong
- 1987: Goldene Himbeere – Schlechtester Regisseur
- 1987: Goldene Himbeere – Schlechtester Hauptdarsteller: Prince
- 1987: Goldene Himbeere – Schlechtester Nebendarsteller: Jerome Benton